# Fritz Mögle
Friedrich „Fritz“ Mögle (* 6. Juni 1916 in Wien; † 20. Mai 1986 ebenda) war ein österreichischer Architekt und Filmarchitekt.

## Leben und Wirken
Der Sohn des Bauunternehmers und Ingenieurs Charley Mögle hatte die Realschule besucht und erhielt nach seinem Abitur (in Österreich: Matura) seine berufliche Ausbildung an der Staatsgewerbeschule für Hochbau sowie an der Akademie der bildenden Künste. Darüber hinaus absolvierte er noch eine Maurerlehre. Zunächst war Fritz Mögle ausschließlich im Architektenberuf beschäftigt: Er arbeitete an Planungen sowie als Bauleiter beim Hoch- und Tiefbau (1937/38) mit. Seit Kriegsausbruch 1939 war Mögle eingezogen.
Erst nach Ende des Zweiten Weltkriegs wendete er sich für gut 15 Jahre dem Film zu. Zu Beginn seiner Kinokarriere war Mögle auch an einigen französischsprachigen Produktionen beteiligt. Seine interessanteste Arbeit war eine in Québec entstandene Inszenierung Marc Allégrets, Das träumende Herz, seine ausstattungsintensivste Leistung Christian-Jaques Blaubart-Verfilmung aus dem Jahre 1951. Mögles deutsche – darunter zwei 08/15-Kriegsfilme – und österreichische Filmdekorationen – mehrere Spätwerke der Paula-Wessely-Produktion – verblassten demgegenüber; allenfalls seine Kulissen zu Rolf Thieles Lulu-Adaption sind von gewissem Interesse.
Nach dem Ende seiner Filmarbeit war Mögle wieder als Architekt tätig und entwarf unter anderem mehrere Tiefgaragen. Der mit der Verlegerin Therese Zednik (Tätigkeit als Therese Mögle) verheiratete Mögle wurde vier Tage vor Vollendung seines 70. Lebensjahres auf dem Wiener Zentralfriedhof beerdigt.

## Filmografie (Auswahl)
- 1948: Zyankali
- 1949: Das träumende Herz (Maria Chapdelaine)
- 1951: Blaubart (Barbebleue)
- 1951: Weiße Schatten
- 1951: Das unmögliche Mädchen (Fräulein Bimbi)
- 1952: Abenteuer in Wien (Gefährliches Abenteuer)
- 1952: Der Mann in der Wanne
- 1952: Fräulein Casanova
- 1953: Wirbel um Irene (Irene in Nöten)
- 1954: Der Zarewitsch
- 1955: 08/15 – Im Krieg
- 1955: 08/15 – In der Heimat
- 1956: Ein tolles Hotel
- 1956: Wo die Lerche singt
- 1957: Mit Rosen fängt die Liebe an
- 1957: Noch minderjährig (Unter Achtzehn)
- 1957: Wenn die Bombe platzt
- 1958: Im Prater blüh’n wieder die Bäume
- 1958: So ein Millionär hat’s schwer
- 1959: Die unvollkommene Ehe
- 1959: Ich heirate Herrn Direktor
- 1960: Das große Wunschkonzert
- 1961: Mann im Schatten
- 1962: Lulu